# تبردار

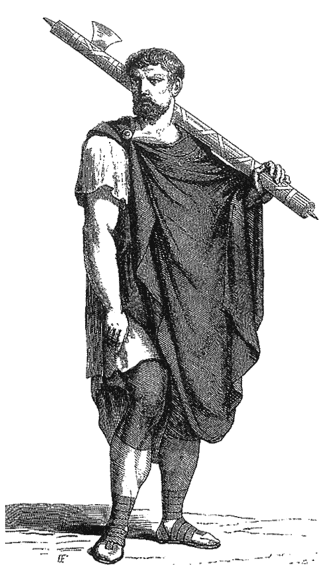
یک تبردار رومی.

تَبَردار (به لاتین: Lictor) خدمتکارانی در روم باستان بود که به‌عنوان محافظ کلانترها و دیگر صاحب‌منصبان بلندپایه‌ی رومی همراه آنان حرکت می‌کردند و تبری مجهز به تبرپوش حمل می‌کردند. تبرپوش جعبه‌ای مدور ساخته‌شده از دسته‌ای از ترکه‌های درخت بود که به‌دور دسته یک تبرزین می‌پیچیدند، و از آن در زمان روم باستان به عنوان نشان قدرت و جاه و جلال کلانترها استفاده می‌شد.
تیتوس لیویوس، صاحب کتاب از پیدایش روم، نوشته که سنت همراه داشتن تبردار از زمان پادشاهی روم رواج داشته، و به احتمال زیاد رومیان این سنت را از قوم همسایه‌شان، اتروسکان، اقتباس کرده‌بودند.
تبرداران راه گذر را برای صاحب‌منصبان رومی در معابر باز می‌کردند و صاحب‌منصبانی که از ایمپریوم (اقتدار عالیه) برخوردار بودند می‌توانستند از طریق این تبرداران از حق خود برای تنبیه رعایا  استفاده کنند.
زمانی که تبرداران سر تبرپوش را به سوی بالا می‌گرفتند، نشان می‌داد که صاحب‌منصب بدون نارضایتی در حال عبور است؛ اما اگر سر تبرپوش به زیر بود، این امر نشان از ناخرسندی او و احتمال اجرای تنبیهات داشت.
در میان کلانترهای رومی، دیکتاتورها ۲۴، کنسول‌ها ۱۲، پرایتورها ۶ و کاهنان و دیگر مسئولان حکومتی هرکدام یک تبردار داشتند.